# Głaz-pomnik w Chropaczowie
Głaz-pomnik w Chropaczowie – kamień pamiątkowy ku czci powstań śląskich w Świętochłowicach-Chropaczowie przy ulicy Łagiewnickiej, w miejscu, którym znajdował się kiedyś pomnik Powstańca Śląskiego.
Głaz ten (głaz narzutowy) wykopano prawdopodobnie podczas budowy Huty Guidotto w Chropaczowie. Ponieważ teren, na którym budowano hutę zapadał się, zdecydowano się na bardzo głębokie fundamenty i wtedy też go wykopano.
Latem 1938 ten polodowcowy eratyk był wieziony ulicą Kościelną na platformie, pod którą podkładane były pale. Platformę ciągnęły dwa traktory Lanz Buldog. Po wciągnięciu na górkę pozostawiono go na skwerku przy ulicy Łagiewnickiej 56. Ponieważ zbliżała się wojna mieszkańcy zbierali fundusze na doposażenie wojska i nie było już środków na dokończenie pomnika. Kamień pozostał w tamtym miejscu do 1940. Niemieckie władze postanowiły rozkruszyć pomnik, jednak gdy im się to nie udawało postanowiono wywieźć go na teren ogrodu jordanowskiego.
W 1959 decyzją władz Polski Ludowej kamień załadowano na platformę i przyciągnięto spychaczem na miejsce docelowe, gdzie stoi do dziś. Miejsce to ozdobiono stosownie i w dniu 1 maja 1960 uroczyście odsłonięto.

## Galeria

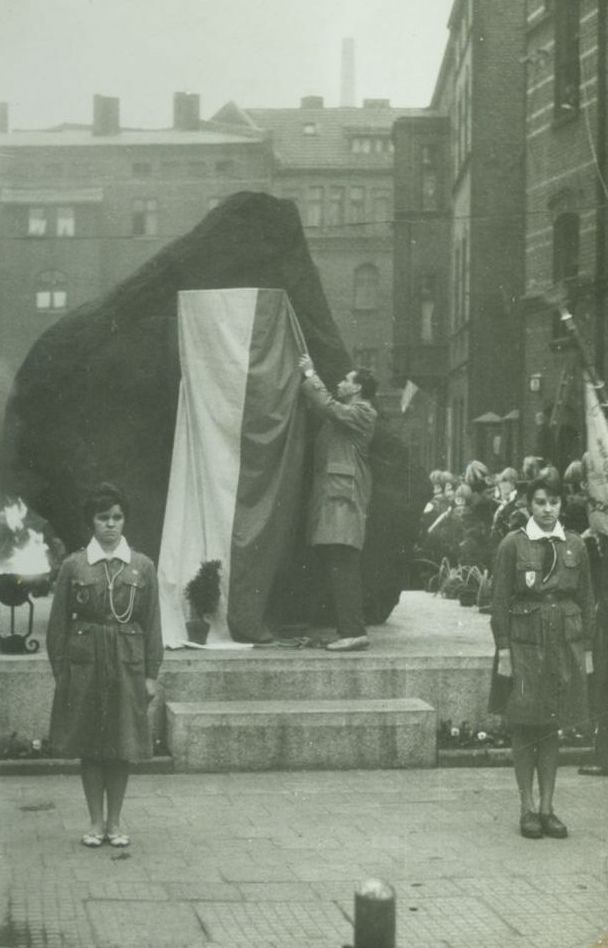
Uroczystość odsłonięcia pomnika (1960)
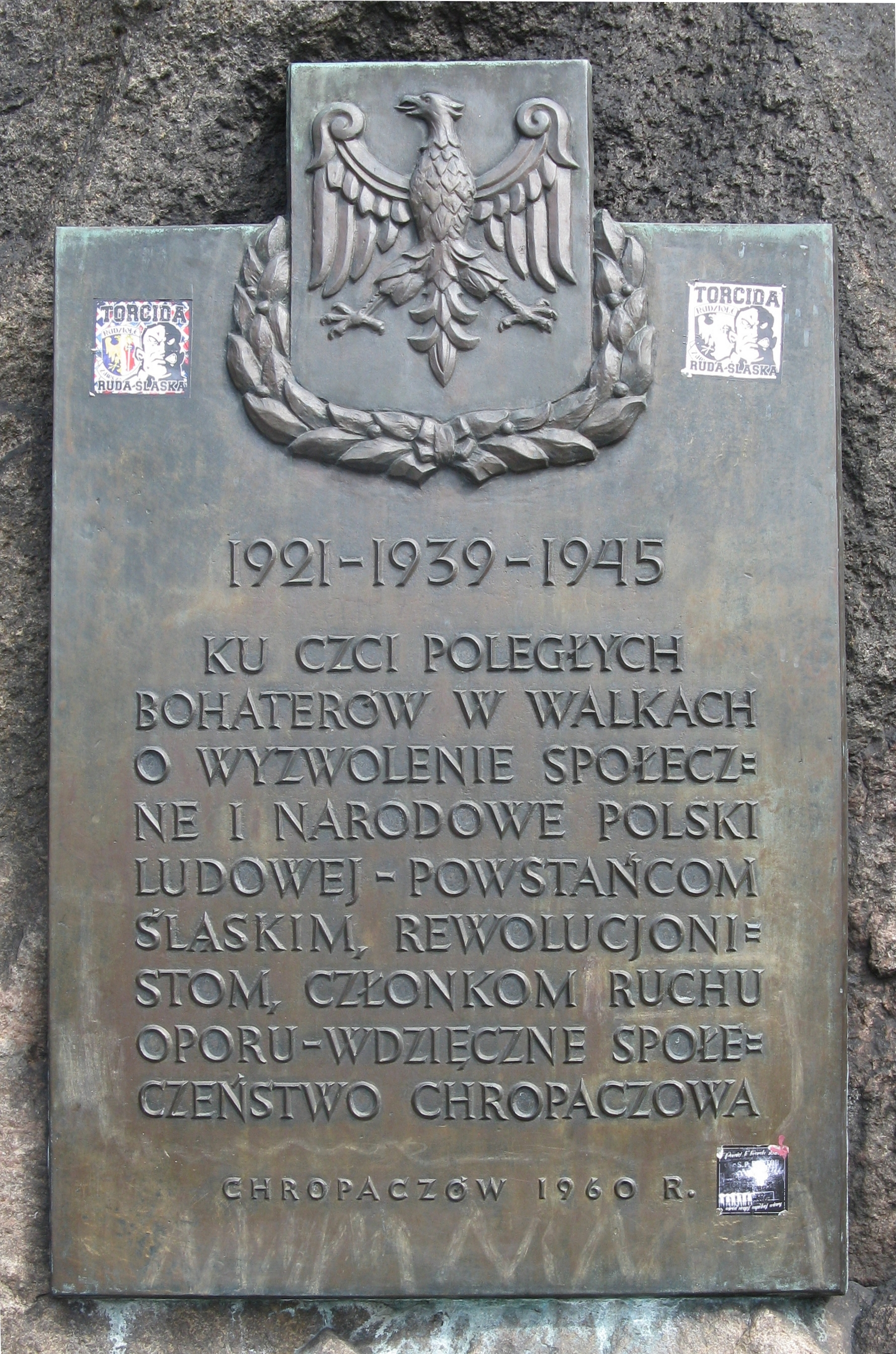
Tablica na pomniku (2018)